# 032型潜水艦
032型潜水艦（NATOコードネーム：清級）は、中国人民解放軍海軍が運用している通常動力型潜水艦である。各種兵器の試験用潜水艦であり、水中排水量は6,628トンと、通常動力型潜水艦としては世界最大である。 

## 設計
032型は、ゴルフ型潜水艦と同様に腹側の「ベイ」が下方に突出している。2005年1月にこの双殻式潜水艦プロジェクトが開始され、2008年に武漢造船所で建造が開始された。2010年9月10日に進水し、2012年9月に海上試験を完了した。2012年10月12日、ペナント・ナンバー201で就役した。 
この潜水艦は、内燃機関魚雷、特殊部隊用区画、水中無人機、新型SLBM、新型巡航ミサイル、新型対艦ミサイル、新型SAM、新型脱出ポッドなどの新技術の実験台となっており、095型原子力潜水艦と096型原子力潜水艦に使用されている。

## 仕様
データの出典
- 長さ：92.6 m
- 幅：10 m
- 高さ：17.2 m
- 喫水：6.85 m
- 基準排水量：3,797 t
- 水中排水量：6,628 t
- 運用深度：160 m
- 最大深度：200 m
- 水上速度：10 kt
- 水中速度：14 kt
- 総定員数：88人の乗組員と約100人の科学者および研究者
- 航海日数：乗員88人の場合は30日、130人の場合は5日、200人の場合は3日
- 魚雷：船首に魚雷発射管×2、右舷側に650 mm 魚雷発射管、左舷側に533 mm 魚雷発射管[5]
- ミサイル：潜水艦発射弾道ミサイル用のVLS管を展望塔に3本[6]、巡航/ASW/AShMミサイル用のVLS管を前方に4本設置[7]。
- 船殻設計：複殻